# 豊中市立豊島小学校
豊中市立豊島小学校（とよなかしりつ てしましょうがっこう）は、大阪府豊中市服部西町三丁目に位置する公立小学校。
校名の「豊島」は、豊中市一帯の旧郡名（豊嶋郡、現在は能勢郡と合併して豊能郡）から来ている。

## 沿革
- 1874年3月 - 麻田村第1番小学校より分立、第5小学校となる。
- 1878年1月 - 利倉村に関して利倉小学校が分立。
- 1881年4月 - 原田小学校と改称。
- 1885年7月 - 利倉小学校を原田小学校に再統合し、修成尋常小学校と改称。
- 1891年4月 - 南豊島尋常小学校と改称。穂積第1分教場及び上津島第2分教場を設置。
- 1891年7月 - 裁縫専修科を設置。
- 1893年4月 - 上津島第2分教場を閉鎖。
- 1893年7月 - 有斐尋常小学校が分立。
- 1898年6月 - 裁縫専修科を中止。
- 1911年4月 - 新校舎の落成に伴い、穂積分教場、有斐尋常小学校を本校に合併して利倉東に移転。
- 1928年3月 - 高等科を併設、南豊島第1尋常高等小学校と称す。
- 1941年4月 - 国民学校令により、南豊島第1尋常小学校を南豊島第1国民学校と改称。
- 1947年3月 - 新制小学校令により豊中市立豊島小学校と改称。
- 1952年4月 - 養護学級を設置。
- 1956年12月 - 新校舎工事（1955年～）が全面竣工、段階的に行われていた学年移転が完了。
- 1961年8月 - プール竣工。
- 1967年4月 - 豊島西小学校が分立。
- 1971年3月 - 豊島北小学校が分立。
- 1974年3月 - 創立100周年。
- 1985年3月 - 体育館が落成。
- 1995年1月17日 - 阪神・淡路大震災により被災。校舎接合部コンクリート、ガス・水道管、ガラス破損など。
- 1995年4月16日 - 学校避難所閉鎖。
- 1999年9月 - コンピュータ設置・コンピュータ室整備。

## 通学区域
稲津町1-3丁目、服部寿町1-3丁目、服部西町1-3丁目、服部南町1-5丁目、穂積1-2丁目（稲津町1～3丁目は、野田小へ変更可）

## 交通
- 阪急宝塚本線 服部天神駅から西へ約600m。

## 著名な出身者
- 田中直樹（お笑いコンビココリコ）
- 遠藤章造（お笑いコンビココリコ）
- 斉藤優（お笑いコンビパラシュート部隊）